# محوطه پشت تنگ
محوطه پشت تنگ مربوط به دوره عیلامیان است و در شهرستان پل‌دختر، بخش مرکزی، دهستان جایدر، ۲/۵ کیلومتری جنوب روستای میدان بزرگ واقع شده و این اثر در تاریخ ۲۸ اسفند ۱۳۸۵ با شمارهٔ ثبت ۱۸۴۳۱ به‌عنوان یکی از آثار ملی ایران به ثبت رسیده است.